# Enemy (film, 2013)
Pour les articles homonymes, voir Enemy.
Pour plus de détails, voir Fiche technique et Distribution.
Enemy, ou Ennemi au Canada francophone, est un thriller fantastique canado-hispano-français, réalisé par Denis Villeneuve et sorti en 2013. Il est librement adapté du roman de l'écrivain portugais José Saramago O Homem Duplicado de 2002 (publié en français sous le titre L'Autre comme moi en 2005).

## Synopsis
Adam enseigne à l'université et mène une vie terne qui oscille entre ses cours à l'université et sa petite amie. Un jour, il découvre son sosie parfait en regardant un film que lui conseille un collègue de l'université. Perturbé, il enquête alors pour connaître l'identité de ce mystérieux double. Il parvient très vite à entrer en contact avec lui...

## Fiche technique
- Titre original et français : Enemy
- Titre provisoire : An Enemy
- Titre québécois : Ennemi
- Réalisation : Denis Villeneuve
- Scénario : Javier Gullón, d'après L'Autre comme moi de José Saramago
- Direction artistique : Patrice Vermette
- Décors : Sean Breaugh
- Costumes : Renée April
- Photographie : Nicolas Bolduc
- Montage : Matthew Hannam
- Musique : Danny Bensi et Saunder Jurriaans
- Production : M.A. Faura et Niv Fichman
- Sociétés de production : Mecanismo Films, micro_scope, Rhombus Media et Roxbury Pictures
- Société de distribution : Alliance Atlantis
- Pays d’origine :  Canada,  Espagne et  France
- Langue originale : anglais
- Format : couleur — 35 mm — 2,35:1 — son Dolby Digital
- Genre : thriller fantastique
- Durée : 90 minutes
- Dates de sortie[1] :
  -  Canada : 8 septembre 2013 (Festival international du film de Toronto 2013) ; 14 mars 2014 (sortie nationale)
  -  Espagne : 20 septembre 2013 (Festival international du film de Saint-Sébastien) ; 28 mars 2014 (sortie nationale)
  -  États-Unis : 9 janvier 2014 (Festival international du film de Palm Springs 2014)
  -  France : 27 août 2014 (sortie nationale)

- Classification :
  -  États-Unis : R
  -  France : Tous publics

## Distribution
|                                                                                       |  |  |
| Les acteurs principaux Jake Gyllenhaal et Mélanie Laurent, l'année de sortie du film. |  |  |

- Jake Gyllenhaal (VF : Rémi Bichet ; VQ : Martin Watier) : Adam Bell / Anthony St. Claire
- Mélanie Laurent (VF ; VQ : elle-même) : Mary
- Sarah Gadon (VF : Alice Taurand ; VQ : Émilie Bibeau) : Helen
- Isabella Rossellini (VF : Brigitte Virtudes) : la mère d'Adam
- Joshua Peace (VF : Martial Le Minoux) : Carl
- Tim Post : Anthony, le concierge
- Kedar Brown (VF : Lionel Henry) : l'agent de sécurité
- Loretta Yu : la réceptionniste
- Darryl Dinn : l'employé du vidéo-shop
- Jane Moffat : Eve
- Kiran Friesen : Sad
- Stephen R. Hart : le videur

Sources et légende : version française (VF) sur RS Doublage et AlloDoublage ; version québécoise (VQ) sur Doublage.qc.ca

## Distinctions

### Récompenses
- Prix Écrans canadiens 2014 :
  - Meilleur réalisateur
  - Meilleure actrice dans un second rôle pour Sarah Gadon
  - Meilleures images
  - Meilleur montage
  - Meilleure musique originale

- Vancouver Film Critics Circle Awards 2015 : meilleur réalisateur pour Denis Villeneuve
- Toronto Film Critics Association : Best Canadian feature Film of the Year 2015

### Nominations et sélections
- Festival de San Sebastian 2013 : compétition officielle
- Festival international du film de Toronto 2013 : sélection « Special Presentations »
- Festival international du film de Palm Springs 2014 : sélection « Modern Masters »

- Vancouver Film Critics Circle Awards 2015 :
  - Meilleur film
  - Meilleur acteur pour Jake Gyllenhaal
  - Meilleure actrice dans un second rôle pour Sarah Gadon

- 2015 : Nomination pour trois Jutra,
  - Meilleure réalisation pour Denis Villeneuve
  - Meilleure direction artistique
  - Meilleure direction de la photographie